# دروسینگ
دروسینگ (به آلمانی: Drösing) یک منطقهٔ مسکونی در اتریش است که در ناحیه گنزرندورف واقع شده‌است. دروسینگ ۱٬۱۹۲ نفر جمعیت دارد.